# Црква на Љубовићу
Црква на Љубовићу у Подгорици, бивши је српски православни храм и црквиште (остаци некадашње цркве) је данас у саставу митрополије црногорско приморске.

## Историја
Ова црква је једна од пет староварошких цркава у Подгорици које су дочекале 15. вијек и османлијско освајање. Храм је био већих димензија него црква Рођења Пресвете Богородице на Чепурцима, али није запамћено коме је био посвећен. Андрија Јовићевић је у дјелу Зета и Љешкопоље записао да је на брду Љубовић изнад Подгорице била црква и да су се њени темељи до скоро познавали. Ту је касније подигнут шанац и онда су темељи цркве уништени. Исти аутор тврди да је црква на Чепурцима била капела оној на брду Љубовић. Павле Ровински је записао да је поп Захарија Поповић имао турски ферман који се односио на Љубовићку цркву, која и тада није постојала. Нешо Станић је у Збирци примјера и поука записао да је на врху брда Љубовића постојала црква, која је доласком Турака порушена, а касније је неки "Турчин" по имену Аљо Каписазовић сијао кукуруз и истријебио и посљедњи црквени камен. Аљо је након тога изгубио два сина, Дуља и још једног од седам година, чије име Станић није запамтио. Дјеца су погинула при купању у Морачи, а отац погинулих дјечака је покајнички рекао да је разлог трагедије то што је раскопао и користио црквено земљиште. Наредне године Аљи је погинула и ћерка Хава. Аљо је умро 1870.
Положај љубовићке цркве је био такав да је доминирала околним простором, па је могуће да је у османлијској најезди и прва страдала. Богумил Храбак на основу својих истраживања млетачких архива каже да је мрамор са једне од подгоричких цркава (можда баш ове) искориштен за градњу хамама у Љешу. Тај хамам је заиста постојао, али је давно срушен и на његовом су мјесту изграђени други објекти. Са стране брда Љубовића гдје је данас гробље Чепурци, налазио се каменолом, чији су усјеци и данас видљиви. Након Другог свјетског рата, на простору на којем је била црква је био војни објекат и простор је био ограђен жицом. Почетком 21. вијека, војни објекат је замијенио други објекат, исто ограђен жицом, а посљедњих неколико година (2021.) на врху брда Љубовића је имровизовани рекреативни парк.